# شهرستان مدیسون (اوهایو)
شهرستان مدیسون، اوهایو (به انگلیسی: Madison County, Ohio) یک سکونتگاه مسکونی در ایالات متحده آمریکا است که در اوهایو واقع شده‌است.